# Afrojax
Afrojax, właściwie Michał Gabriel Hoffmann (ur. 15 lipca 1978 w Warszawie) – polski wokalista, kompozytor, raper, autor tekstów, poeta, performer, multiinstrumentalista, producent muzyczny, inżynier dźwięku, bloger i dziennikarz radiowy związywany z Programem 3 Polskiego Radia. Współzałożyciel i lider zespołu Afro Kolektyw, udzielający się również w licznych innych projektach. Aktywny na demoscenie Commodore 64.
W 2011 roku znalazł się na 27. miejscu listy 30 najlepszych polskich raperów według magazynu Machina. Rok później znalazł się na 7. miejscu analogicznej listy opublikowanej przez serwis Porcys.
Współpracował z takimi wykonawcami, jak Ten Typ Mes, Łona, L.U.C., Muchy, Marcin Masecki, Webber, Tymon, Dagadana, Abradab, Furia Futrzaków, Borys Dejnarowicz, Sidney Polak, Muflon, Filip Jaślar, Marcin Świetlicki, Jerzy Mazzoll, Vixen, Michał Wiraszko, Duże Pe, Lilu, czy Gospel.

## Biografia
Jest absolwentem Instytutu Profilaktyki Społecznej i Resocjalizacji Wydziału Stosowanych Nauk Społecznych i Resocjalizacji Uniwersytetu Warszawskiego.
Pierwszym zespołem w jakim grał była amatorska kapela punkrockowa Tenisówki Bapci Stasi. Hoffmann był jej członkiem w 1994 roku, jako licealista, jednak rozczarowany miernym poziomem twórczości postanowił szukać innej drogi artystycznej. Po rozstaniu z macierzystą formacją wszedł w skład wykonującej rap grupy Dos Maestros. Był to zespół, z którego wywodził się Jakub „Ceube” Sawicki, członek zespołu Trzyha(po jego odejściu przemianowanego na Warszafski Deszcz). Hoffmann został z niego wyrzucony po nagraniu zaledwie dwóch utworów. Początkujący muzyk zdążył mimo to pochwalić się wielu osobom swoją działalnością hip-hopową, w wyniku czego zagaił do niego Paweł Rymsza zwany „Nestorem”, który sam rapował i pisał teksty. Zaproponował Hoffmannowi by został jego producentem, na co ten się zgodził.
Nestor i Afrojax założyli duet Shit Lives Forever, który w marcu 1995 roku wydał swoje pierwsze demo. Wkrótce odeszli od formuły raper-producent i oboje zaczęli zarówno rapować, jak i tworzyć muzykę. SLF wydali w sierpniu tego roku drugie demo zatytułowane Ura Fuckin' Loser. Bity wykonywane były na komputerze Amiga 500, a wokale nagrywane na magnetofonie z funkcją karaoke. Muzycy bezskutecznie starali się zainteresować S.P. Records umieszczeniem swojej twórczości na składance S.P.. Wobec braku sukcesów Rymsza i Hoffmann zdecydowali się spróbować uzyskać bardziej rozbudowane brzmienie i z hip-hopu przeszli na rap metal. W grudniu 1996 roku nagrali demo Fusion, lecz nie zainteresowało ono żadnego wydawcy.
Rozczarowani muzycy starali się znaleźć autorską koncepcję na muzykę, chcieli również skończyć z „amatorszczyzną”. Postanowili zacząć grać na „żywych” instrumentach i nadać swojej twórczości przebojowego charakteru. Zakończyli więc działalność SLF i wraz z wokalistką Joanną Radecką założyli zespół Kawiarnia. Na jego potrzeby zakupili instrumenty oraz postarali się zdobyć wykształcenie muzyczne. Ostatecznie nazwę grupy zmieniono na Funk Dyrekcja. W 1998 roku zarejestrowali demo Demo Tape No 1 zawierające trzy utwory: „Radio”, „Tymczasem kradzieje wynieśli wszystko” i „Czarno widzę”. Do wydania pełnego albumu zgłosiła  się zorientowana na disco polo firma Pro Dance, co Nestor i Afrojax uznali za szczególnie dotkliwą potwarz. Niedługo później Radecka odeszła niezadowolona z współpracy.
Zrezygnowany duet zdecydował się założyć nowy projekt zorientowany na muzykę dopracowaną i opartą na hip-hopowej formule, Afro Kolektyw. Rymsza i Hoffmann z własnych środków opłacili nagranie wydanego własnym nakładem albumu Negatywne wibracje (1999 rok). Sami zanosili nagrania do stacji radiowych i rozwieszali plakaty po Warszawie. Częściowo udało im się przebić do świadomości słuchaczy. Utwory z Negatywnych wibracji prezentowała Radiostacja, napisały o nich między innymi Klan i Machina. Album udało im się sprzedać w liczbie dwustu egzemplarzy, ostatecznie dali też radę zainteresować w 2000 roku kontraktem wydawniczym firmę T-1 Teraz. Na wydanie pełnoprawnego debiutu fonograficznego firma dała grupie tylko 2500 złotych, co wystarczyło jedynie na czterdzieści godzin w studiu. Ostatecznie, pomimo presji czasowej i de facto amatorskich warunków udało się zespołowi ukończyć Płytę pilśniową. Wydawca zaniedbał promocję, przez co album nie sprzedał się dobrze.
Wydanie Płyty pilśniowej nie było komercyjnym sukcesem, lecz było dla Afro Kolektywu i samego Afrojaxa początkiem kariery. Wkrótce po premierze Nestor porzucił muzykę, a Hoffmann dobrał do grupy licznych instrumentalistów. Nagrał z nimi albumy Czarno widzę (2006 rok) i Połącz kropki (2008 rok). W 2011 roku Afro Kolektyw rozpoczął pracę nad albumem stanowiącym woltę stylistyczną w ich twórczości, odwołującymi się do pop rocka Piosenkami po polsku, których wydania podjął się gigant branży muzycznej, Universal Music Polska. Na albumie tym Afrojax porzucił rapowanie na rzecz śpiewu. Płyta przyniosła spore sukcesy, jak dotarcie pochodzących z niej singli na wysokie miejsca Listy Przebojów Trójki. W 2014 roku Afro Kolektyw wydał album 46 minut Sodomy. Była to płyta ponura, odwołująca się do problemów, jakie pojawiły się w życiu Afrojaxa (alkoholizmu i pogorszenia kondycji psychicznej). Jej odbiór był skrajnie negatywny, co bardzo osobiście odebrali członkowie zespołu. Był to jeden z głównych powodów dla których Afro Kolektyw został w 2015 roku rozwiązany.
Od 2003 roku Hoffmann pracuje w Programie 3 Polskiego Radia. W 2006 roku napisał muzykę i słowa piosenki wykonywanej przez pracowników tejże rozgłośni pt. „Karp siódmy wspaniały”.
W 2013 roku nakładem wytwórni DRAW ukazał się pierwszy solowy album artysty, zatytułowany Random Composing Technique Manifesto zawierający kompozycje instrumentalne oparte na samplach. Został on wydany pod pseudonimem Nonsense & Absurd.
W 2015 roku, po rozwiązaniu Afro Kolektywu Hoffmann zainaugurował działalność projektu Legendarny Afrojax. Zapowiedział pod takowym szyldem wydanie płyty rapowej, którą określił mianem „bardzo odrażającej i niecenzuralnej”, stwierdził też, że „Gang Albanii będzie przy tym łaskotanie pióreczkiem po buzi”. Album poprzedziły single „Całujmy krzyż Jezuska”, „Dzieci płakały” i „Pop rap hardkorowy”. 21 lipca miała miejsce premiera ostatniego singla, „Pieśń straszliwej tęsknoty” oraz albumu Przecież ostrzegałem w limitowanym nakładzie pięciuset egzemplarzy. Wydawnictwo pełne było wulgaryzmów, treści obscenicznych, skatologicznych i turpistycznych, jednocześnie stanowiło komentarz społeczny na rozmaite tematy, jak szowinizm, ludzka nieufność, biurokracja, czy prymitywność popkultury, czego wagę podkreślali recenzenci. Kontrowersyjna była również okładka płyty przedstawiająca przyrodzenie artysty w okularach. W jednym z wywiadów Hoffmann opowiedział o kulisach powstania Przecież ostrzegałem:
Czuję się lżejszy, ponieważ na Przecież ostrzegałem udało mi się skanalizować, i nie jest to przypadkowo dobrane słowo, różne podłe emocje. Wymagały one podłej oprawy i udało się ją zapewnić. (…) Pierwotnie planowałem zrobić bity pozbawione pulsu, będące kompletną kakofonią. Ale po kilku próbach zabrakło mi przekonania do czegoś takiego. Do skrajnej bezkompromisowości muzycznej trudno dokleić warstwę słowną. To byłoby może ciekawe, gdyby funkcjonowało jako sam dźwięk. Natomiast tekst połączony z aż tak radykalnym hałasem - nawet dla mnie to mieszanka niestrawna. W końcu chciałem zrobić płytę, na której teksty będą dobitne, czytelne. A może podświadomie chciałem, żeby jednak ludzie tego posłuchali? Jestem przecież próżny jak cholera! Skoro coś robię, to chcę, żeby nawet kilka osób powiedziało, że to, co zrobiłem, jest spoko. W efekcie powstała płyta obrzydliwa, ale raczej słuchalna.
Jako Legendarny Afrojax wydał jeszcze dwie płyty utrzymane w tej stylistyce: Nagrałem to, bo nie miałem kasy (2016 rok) i Anarcho porno gran turismo (2019 rok). Zaczął również koncertować, a jego występy stały się performensami artystycznymi przepełnionymi często zachowaniami kontrowersyjnymi: zdarzało mu się występować w damskich ubraniach lub przebraniu małpy, pić własne wymiociny, prezentować koprofagiczne wizualizacji, śpiewać covery karaoke, okaleczać się i mazać krwią po ścianach, a nawet aranżować homoseksualne czynności seksualne z udziałem widzów.
4 kwietnia 2017 roku wygrał odcinek teleturnieju „Jeden z dziesięciu”.
W przeciągu swojej kariery Hoffmann wydał tylko dwa albumy jako Afrojax. Pierwszym z nich był Nikt nie słucha tekstów z 2018 roku. Stanowił on płytę o wymowie „kulturalnej” w przeciwieństwie do dokonań Legendarnego Afrojaxa. Pojawiło się na nim wielu gości, między innymi Barbara Derlak (wokalista grupy Chłopcy kontra Basia), Damian Orłowski (skrzypek orkiestry reprezentacyjnej Wojska Polskiego), Tomasz Waldowski (perkusista grupy LemON), muzycy Afro Kolektywu (Miłosz Wośko i Michał Szturomski), Maciej Zwierzchowski (saksofonista grupy Niechęć), a także raperzy: Łona, Ten Typ Mes, Muflon, Eskaubei i Gospel. Drugim było 20 lat Commodore 64 (2020 rok) stanowiące zbiór kompozycji artysty tworzonych na przestrzeni dwudziestu lat jego działania na komputerze Commodore 64. Trzy utwory z albumu wygrały branżowe konkursy.
Jako Legendarny Afrojax Hoffmann wydał w formie elektronicznej dwa tomy poezji zatytułowane „Gdzie dziryt prawdy tkwi” i „Post mortem kompost”.
W 2022 roku Afro Kolektyw został reaktywowany w częściowo zmienionym składzie i zapowiedział wydanie nowej płyty stanowiącej powrót do porzuconego przed laty brzmienia. Wydana w lutym 2023 roku płyta Ostatnie słowo osiągnęła najwyższą pozycję ze wszystkich dzieł Hoffmanna na liście najlepiej sprzedających się albumów OLiS-u docierając do ósmego miejsca.
Przez szereg lat trwał beef Afrojaxa i Bilona. W 2011 roku podczas koncertu Afro Kolektywu Hoffmann wyśmiał występowanie Hemp Gru w teledyskach z obnażonym torsem jako, jego zdaniem, przejaw homoseksualizmu raperów stojącego w sprzeczności z epatowaniem przez nich toksyczną męskością oraz kreowaniem się na „twardzieli”. Bilon miał zdobyć numer telefonu Afrojaxa i wystosować w jego kierunku szereg pogróżek. Hoffmann w 2015 roku wrócił do sprawy, gdy jako Legendarny Afrojax umieścił na płycie Przecież ostrzegałem utwór „Pop rap hardkorowy” stanowiący atak na nurt rapu ulicznego, w szczególności podkreślając rzekomy homoseksualizm jego wykonawców. Wątek ten pojawiał się odtąd regularnie w twórczości Hoffmanna, między innymi w nagranym z Gimnastyką Artystyczną utworze „Czemu nikt nie chce strzelić mi w głowę?” w którym to określił Bilona mianem „kryptogeja”, czy w piosence „Boże Narodzenie” w której pod koniec „nominował” (w odniesieniu do Hot16Challenge) kojarzone ze sceną RAC grupy Honor, Konkwista 88 i właśnie Hemp Gru.
W 2021 roku, w wywiadzie dla kanału Strona B na serwisie YouTube potwierdził, iż jego utwór z 2006 roku, zatytułowany 10 rendeers in the plastic bag i wydany pod pseudonimem Randall, został zsamplowany przez amerykański duet hip-hopowy Run The Jewels i wykorzystany w utworze 36" Chain, wydanym jako singiel w 2013 roku. Nie jest jasne, w jaki sposób utwór trafił do producenta El-P, odpowiadającego za produkcję muzyczną grupy. Afrojax przyznał w wywiadzie, że "czuje się zaszczycony, (...) bo El-P jest moim idolem".
Afrojax przez wiele lat prowadził poświęconego muzyce bloga „Glebogryzarka”.

## Projekty

### Surowa Kara za Grzechy
Surowa Kara za Grzechy była synthpopowym duetem tworzonym przez Hoffmanna i Urszulę Hołub, którego twórczość stanowiła nawiązanie do muzyki lat osiemdziesiątych. Jedyny album formacji, 1984 z 2003 roku został wydany własnym nakładem, lecz w 2018 roku wytwórnia Trzy Szóstki dokonała jego reedycji pod tytułem 1984 [+24], wraz z czterema niepublikowanymi wcześniej piosenkami.

### Trio Defe
Równolegle do nagrywania albumu 46 minut Sodomy Afrojax założył nowy zespół wraz z dwoma innymi członkami Afro Kolektywu, gitarzystą Michałem Szturomskim i basistą Rafałem Ptaszyńskim. Muzycy przyjęli nazwę Trio Defe i pod tym szyldem wykonywali utwory stanowiące pastisz poezji śpiewanej. Ich nagrania złożyły się na wydany w 2014 roku album Między Sierra Leone a Trynidad Tobago.

### Kwartyrnik
W 2016 roku Hoffmann stał się jednym z członków nowo powstałego zespołu Kwartyrnik w którym występował razem z Sidneyem Polakiem oraz debiutującymi muzykami. W grupie grał na gitarze akustycznej, basie i śpiewał chórki. Formacja zadebiutowała singlem „Lewandowski”. Utwór uzyskał spory rozgłos, a Kwartyrnik zaproszono do wykonania go w programie Dzień dobry TVN. Zespół grał jak support przed Happysad i występował na Ukrainie, nagrał też album Co się dzieje?!, który jednak nigdy nie został wydany. W 2018 roku Kwartyrnik ogłosił bez podawania powodów zakończenie działalności i odwołał publikację płyty.

### Poradnia G
Poradnia G powstała z inicjatywy Afrojaxa (który na jej potrzeby przyjął pseudonim Eliasz Zygielbojm) oraz Rafała Ptaszyńskiego. Ich celem było założenie zespołu grającego prymitywną formę punk rocka, jaką określali mianem „punkopolo”, lecz ostatecznie odeszli od tego zamiaru na rzecz nieco bardziej wyrafinowanych kompozycji. Skład formacji uzupełnili Marcin Biernat z Muzyki Końca Lata, Mikołaj Malanowski z Elvis Deluxe, Michał Szturomski z Afro Kolektywu oraz Piotr Machałowski z Nerwowych Wakacji, który zastąpił Ptaszyńskiego. Poradnia G wydała swój jedyny album Niestety nie da się olać systemu w 2017 roku.

### Gimnastyka Artystyczna
W 2021 roku Hoffmann i Ignacy Matuszewski (lider synthpopowego zespołu Romantic Fellas) założyli electrohopowy duet Gimnastyka Artystyczna. Afrojax udzielał się w nim jako raper „Syzyf HGW”, a Matuszewski jako producent „Dicky Bushmanan”. Tego samego roku ukazał się pierwszy singiel „Syzyf HGW”, a 24 maja wydano debiutancki album formacji zatytułowany po prostu Gimnastyka Artystyczna. Okładka płyty autorstwa Jagny Firek dotarła do finału konkursu 30/30 na najlepszą okładkę albumu muzycznego roku. Gimnastyka Artystyczna wydała również w 2022 roku pozaalbumowy singiel „Ta piosenka miała być o czymś innym” stanowiący komentarz do pierwszych dni po rosyjskiej inwazji na Ukrainę.

## Dyskografia
| L.p. | Projekt                               | Album                                                        | Gatunek                                                                                            | Rok                             | Pseudonim                                                                | Udział                                                                                                 | Wydawca                                        | Źródło        |
| ---- | ------------------------------------- | ------------------------------------------------------------ | -------------------------------------------------------------------------------------------------- | ------------------------------- | ------------------------------------------------------------------------ | --- | ---------------------------------------------- | ------------- |
| 1.   | Shit Lives Forever                    | brak danych (demo)                                           | hip-hop                                                                                            | 1995                            | –                                                                        | wokal, słowa, sampler, automat perkusyjny, produkcja                                                   | –                                              | [ 60 ]        |
| 2.   | Shit Lives Forever                    | Ura Fuckin' Loser (demo)                                     | hip-hop                                                                                            | 1995                            | –                                                                        | wokal, słowa, sampler, automat perkusyjny, produkcja                                                   | –                                              | [ 60 ]        |
| 3.   | Shit Lives Forever                    | Fusion (demo)                                                | rap metal                                                                                          | 1996                            | –                                                                        | wokal, słowa, sampler, automat perkusyjny, produkcja                                                   | –                                              | [ 60 ]        |
| 4.   | Funk Dyrekcja                         | Demo Tape No 1 (demo)                                        | alternatywny hip-hop, funk, jazz pop, indie pop, comedy rap, świadomy hip-hop, acid jazz           | 1997                            | Don Fiasco                                                               | wokal, słowa, bas, gitara, klawisze, automat perkusyjny, produkcja                                     | Funkee Kind Records, Unc. (fikcyjna wytwórnia) | [ 60 ] [ 12 ] |
| 5.   | Afro Kolektyw                         | Negatywne wibracje (nielegal)                                | jazz-hop, acid jazz, funk                                                                          | 1999                            | Afro Jax, Pan Bełgot, Don Fiasco                                         | wokal, słowa, bas, gitara, klawisze, automat perkusyjny, produkcja                                     | Funkee Kind Records, Unc. (fikcyjna wytwórnia) | [ 61 ]        |
| 6.   | Afro Kolektyw                         | Płyta pilśniowa                                              | alternatywny hip-hop, jazz-hop, funk, comedy rap, świadomy hip-hop, acid jazz                      | 2001                            | Afro Jax, Pan Bełgot, Gównogryzarka, doktor Emmett Brown, Sadim, Kuteusz | wokal, słowa, bas, gitara, klawisze, automat perkusyjny, produkcja                                     | T1-Teraz                                       | [ 62 ]        |
| 7.   | Surowa Kara za Grzechy                | 1984                                                         | synth pop, new romantic, cold wave                                                                 | 2003                            | Jimmy Dean, profesor Emmet Brown                                         | wokal, słowa, klawisze, automat perkusyjny, klawisze, gitara, produkcja, miksowanie, realizacja nagrań | –                                              | [ 63 ]        |
| 8.   | Afro Kolektyw                         | Czarno widzę                                                 | świadomy hip-hop, jazz-hop, funk, acid jazz                                                        | 2006                            | .afrojax                                                                 | wokal, słowa, vocoder, automat perkusyjny, klawisze, gitara, produkcja, miksowanie, mastering          | Blend Records                                  | [ 64 ]        |
| 9.   | Afro Kolektyw                         | Połącz kropki                                                | alternatywny hip-hop, acid jazz, funk, alt rock, elektronika, świadomy hip-hop                     | 2008                            | Afrojax, Peter Bergstrand                                                | wokal, słowa, vocoder, klawisze, gitara, produkcja                                                     | Polskie Radio                                  | [ 65 ]        |
| 10.  | Furia Futrzaków                       | Furia Futrzaków                                              | synth pop                                                                                          | 2010                            | Peter Bergstrand                                                         | słowa, produkcja                                                                                       | My Music                                       | [ 66 ]        |
| 11.  | Newest Zealand                        | Newest Zealand                                               | indie pop, baroque pop                                                                             | 2010                            | Peter Bergstrand                                                         | produkcja, klawisze, bas, perkusjonalia                                                                | Ampersand                                      | [ 67 ]        |
| 12.  | Nerwowe Wakacje                       | Polish rock                                                  | rock alternatywny                                                                                  | 2011                            | pod własnym nazwiskiem                                                   | mastering                                                                                              | Wytwórnia Krajowa                              | [ 68 ]        |
| 13.  | Afro Kolektyw                         | Piosenki po polsku                                           | pop rock, indie rock, Britpop, indie pop, synth pop, jazz pop, twee pop                            | 2012                            | Afro                                                                     | wokal, słowa, klawisze, realizacja nagrań                                                              | Universal Music Polska                         | [ 69 ]        |
| 14.  | Nonsense & Absurd                     | Random Composing Technique Manifesto                         | instrumentalny hip-hop                                                                             | 2013                            | Nonsense & Absurd                                                        | produkcja, sampler, automat perkusyjny, stacja robocza                                                 | DRAW                                           | [ 70 ]        |
| 15.  | Afro Kolektyw                         | 46 minut Sodomy                                              | piosenka poetycka, blues rock, jazz, folk                                                          | 2014                            | Afrojax                                                                  | wokal, słowa                                                                                           | Universal Music Polska                         | [ 71 ]        |
| 16.  | Trio Defe                             | Między Sierra Leone a Trynidad Tobago                        | poezja śpiewana, pastisz                                                                           | 2014                            | Gabriel                                                                  | wokal, słowa, klawisze                                                                                 | –                                              | [ 72 ]        |
| 17.  | Manhattan                             | Szanowni państwo, przed śmiercią źle się czułem (EP)         | rock progresywny, indie pop                                                                        | 2014                            | pod własnym nazwiskiem                                                   | słowa, różne instrumenty                                                                               | DRAW                                           | [ 73 ]        |
| 18.  | Legendarny Afrojax                    | Przecież ostrzegałem                                         | alternatywny hip-hop, comedy rap, świadomy hip-hop, hip-hop eksperymentalny                        | 2015                            | Legendarny Afrojax, Gun Wo                                               | wokal, słowa, produkcja, sampler, automat perkusyjny, miksowanie, mastering                            | Wytwórnia Krajowa                              | [ 74 ]        |
| 19.  | Legendarny Afrojax                    | Nagrałem to, bo nie miałem kasy                              | alternatywny hip-hop, comedy rap, świadomy hip-hop, hip-hop eksperymentalny                        | 2016                            | Legendarny Afrojax, Asoto Hodogi                                         | wokal, słowa, produkcja, sampler, automat perkusyjny, gitara, bas, klawisze, miksowanie, mastering     | Wytwórnia Krajowa                              | [ 75 ]        |
| 20.  | Kwartyrnik                            | Co się dzieje?!                                              | folk rock                                                                                          | 2016                            | pod własnym nazwiskiem                                                   | wokal wspierający, gitara, bas                                                                         | album niewydany                                | [ 52 ]        |
| 21.  | Poradnia G                            | Niestety nie da się olać systemu                             | indie rock, punk rock, ska                                                                         | 2017                            | Eliasz Zygielbojm                                                        | wokal, słowa                                                                                           | Thin Man Records                               | [ 76 ]        |
| 22.  | Afrojax                               | Nikt nie słucha tekstów                                      | alternatywny hip-hop, jazz-hop, świadomy hip-hop                                                   | 2018                            | Afrojax                                                                  | wokal, słowa, produkcja, bas, klawisze, gitara, kontrabas, miksowanie, mastering                       | Wytwórnia Krajowa                              | [ 77 ]        |
| 23.  | Surowa Kara za Grzechy                | 1984 [+24] (rozszerzona reedycja)                            | synth pop, new romantic, cold wave                                                                 | 2018                            | Jimmy Dean, profesor Emmet Brown                                         | wokal, słowa, klawisze, automat perkusyjny, klawisze, gitara, produkcja, miksowanie, realizacja nagrań | Trzy Szóstki                                   | [ 48 ]        |
| 24.  | Legendarny Afrojax                    | Anarcho porno gran turismo                                   | alternatywny hip-hop, synth pop, comedy rap, świadomy hip-hop, plądrofonia                         | 2019                            | Legendarny Afrojax, DJ Goey                                              | wokal, słowa, produkcja, sampler, automat perkusyjny, klawisze, stacja robocza, miksowanie, mastering  | Wytwórnia Krajowa                              | [ 78 ]        |
| 25.  | Afrojax                               | 20 lat Commodore 64                                          | chiptune                                                                                           | 2020                            | Afrojax                                                                  | produkcja, Commodore 64, miksowanie, mastering                                                         | –                                              | [ 79 ]        |
| 26.  | Gimnastyka Artystyczna                | Gimnastyka Artystyczna                                       | electro hop, świadomy hip-hop, synth pop, hip-hop eksperymentalny                                  | 2021                            | Syzyf HGW                                                                | wokal, słowa                                                                                           | Wytwórnia Krajowa                              | [ 80 ]        |
| 27.  | Afro Kolektyw                         | Ostatnie słowo                                               | alternatywny hip-hop, acid jazz, funk, muzyka alternatywna, jazz-hop, świadomy hip-hop, comedy rap | 2023                            | Afrojax                                                                  | wokal, słowa, klawisze                                                                                 | Thin Man Records                               | [ 81 ]        |
| 28.  | Kadet Szewczyk, Legendarny Afrojax    | NIE RATUJ PAL DZIECI (EP)                                    | świadomy hip-hop                                                                                   | 2023                            | Legendarny Afrojax                                                       | produkcja, sampler, automat perkusyjny, klawisze, stacja robocza, miksowanie, mastering                | Wytwórnia Krajowa                              | [ 82 ]        |
| 29.  | Sophistifisting                       | Regressive rock, vol. 1 (EP)                                 | muzyka elektroniczna, sampledelia                                                                  | 2023                            | Sophistifisting                                                          | produkcja, sampler, automat perkusyjny, stacja robocza, miksowanie, mastering                          | –                                              | [ 83 ]        |
| 30.  | Afrojax Randall Chuinho Glebogryzarka | formula drugs volume one: chiptunes (kompilacja)             | chiptune                                                                                           | 2023                            | Afrojax, Randall, Chuinho, Glebogryzarka                                 | produkcja, Commodore 64, miksowanie, mastering                                                         | –                                              | [ 84 ]        |
| 31.  | Afrojax Sophistifisting Glebogryzarka | formula drugs volume two: beats & instrumentals (kompilacja) | instrumentalny hip-hop, muzyka elektroniczna, sampledelia                                          | 2023                            | Afrojax, Sophistifisting, Glebogryzarka                                  | produkcja, sampler, automat perkusyjny, klawisze, stacja robocza, miksowanie, mastering                | –                                              | [ 85 ]        |
| 32.  | Afrojax Randall Glebogryzarka         | formula drugs volume three: chiptunes again (kompilacja)     | chiptune                                                                                           | Afrojax, Randall, Glebogryzarka | produkcja, Commodore 64, miksowanie, mastering                           | produkcja, Commodore 64, miksowanie, mastering                                                         | –                                              | [ 86 ]        |

Występy gościnne
| Wydawnictwo                                                         | Rok  | Występ                                                                                 | Źródło  |
| ------------------------------------------------------------------- | ---- | -------------------------------------------------------------------------------------- | ------- |
| Przyjaciele Karpia – Karp Siódmy Wspaniały                          | 2006 | autorstwo utworu                                                                       | [ 87 ]  |
| Łona, Webber – Absurd i nonsens                                     | 2007 | udział w utworze „Rzuć to”                                                             | [ 88 ]  |
| album Polskiego Radia Offensywa 2 - Shoes & Microphones EP          | 2007 | wykonanie utworów „Ola boi się spać” i „Godzina szczerości” (z Surową Karą za Grzechy) | [ 89 ]  |
| album Polskiego Radia Offsesje 1                                    | 2008 | gościnny udział w utworze Zapach wrzątku grupy Muchy (z Borysem Dejnarowiczem)         | [ 90 ]  |
| Esmi – „Znikający punkt”                                            | 2009 | autorstwo tekstu do singla                                                             | [ 91 ]  |
| Dagadana – Maleńka                                                  | 2010 | udział w utworze „Dagadana”                                                            | [ 92 ]  |
| Furia Futrzaków – Kalejdoskop                                       | 2013 | realizacja nagrań utworów „Noc wystarczyć ma na dłużej” i „Centrum”                    | [ 93 ]  |
| MultiStyle Labs – Modern Love Classics                              | 2017 | wykonanie utworu „Night Falls Over Amygdala”                                           | [ 94 ]  |
| Furtek – Gorzej                                                     | 2019 | udział w utworze „Kryndżłotry”                                                         | [ 95 ]  |
| Fantomowa Erekcja – Koniec mięsa                                    | 2019 | udział w utworze „Józef Biłsuczki” (z Autonomist Chamem)                               | [ 96 ]  |
| Hiob Dylan – Howdy EP                                               | 2021 | udział w utworze „Howdy”                                                               | [ 97 ]  |
| Ten Typ Mes – Hello Baby                                            | 2021 | udział w utworze „Prokreacyjne pierdolenie”                                            | [ 98 ]  |
| Eskaubei & Tomek Nowak Quartet – Tyrmand To Jazz                    | 2021 | udział w utworze „Gdzie jest zły?”                                                     | [ 99 ]  |
| wydanie zbiorowe – Commodore 64 Vinyl Tribute Volume 2              | 2021 | wykonanie utworu „In France They Die Young”                                            | [ 100 ] |
| Narodowa Orkiestra Dęta w Lubinie – WINDRap! Orchestra Vol. 1       | 2022 | udział w utworze „Chichot” (z Abradabem i Vixenem)                                     | [ 101 ] |
| Kadet Szewczyk – Bez tytułu proszę                                  | 2022 | udział w utworze „Daddy Issues” (z Susk)                                               | [ 102 ] |
| Rycerzyki – Zniknij Na Zawsze - Remiksy                             | 2022 | wykonanie utworu „Żar (Legendarny Afrojax Remix)”                                      | [ 103 ] |
| L.U.C. & Rebel Babel Ensemble – Dialog II                           | 2022 | udział w utworze „Dancing”                                                             | [ 104 ] |
| Marcin Świetlicki – Wiersze (autor, lektor i przypadkowe lafiryndy) | 2022 | recytacja wiersza „Korespondencja pośmiertna” (z Anną Grąbczewską)                     | [ 105 ] |
| Cruz, Młodzik – Złe piosenki                                        | 2023 | udział w utworze „Dziwny weekend”                                                      | [ 106 ] |

## Teledyski
| Rok  | Tytuł                                                         | Projekt                            | Album                            | Reżyser             | Źródło  |
| ---- | ------------------------------------------------------------- | ---------------------------------- | -------------------------------- | ------------------- | ------- |
| 2014 | „#hot16challenge - 2 minuty Sodomy”                           | Michał „Afro” Hoffmann             | —                                | Michał Hoffmann     | [ 107 ] |
| 2015 | „Całujmy krzyż Jezuska”                                       | Legendarny Afrojax                 | Przecież ostrzegałem             | Michał Hoffmann     | [ 108 ] |
| 2015 | „Wojciech Modest Amaro”                                       | Legendarny Afrojax                 | Przecież ostrzegałem             | Michał Hoffmann     | [ 109 ] |
| 2015 | „Uszanowanie dla władzy”                                      | Legendarny Afrojax                 | Przecież ostrzegałem             | Michał Hoffmann     | [ 110 ] |
| 2015 | „Dzieci płakały”                                              | Legendarny Afrojax                 | Przecież ostrzegałem             | Michał Hoffmann     | [ 111 ] |
| 2015 | „Pieśń straszliwej tęsknoty”                                  | Legendarny Afrojax                 | Przecież ostrzegałem             | Michał Hoffmann     | [ 112 ] |
| 2016 | „Besnaz”                                                      | Legendarny Afrojax                 | Nagrałem to, bo nie miałem kasy  | Michał Hoffmann     | [ 113 ] |
| 2016 | „Nowy poziom deprawacji”                                      | Legendarny Afrojax                 | Nagrałem to, bo nie miałem kasy  | Michał Hoffmann     | [ 114 ] |
| 2016 | „Brak boga”                                                   | Legendarny Afrojax                 | Nagrałem to, bo nie miałem kasy  | Michał Hoffmann     | [ 115 ] |
| 2016 | „Śpiewać flamenco (Wojciech Modest Amaro 2)”                  | Legendarny Afrojax                 | Nagrałem to, bo nie miałem kasy  | Michał Hoffmann     | [ 116 ] |
| 2016 | „Bólterier”                                                   | Legendarny Afrojax                 | Nagrałem to, bo nie miałem kasy  | Michał Hoffmann     | [ 117 ] |
| 2016 | „Człeek orkiestra”                                            | Legendarny Afrojax                 | Nagrałem to, bo nie miałem kasy  | Michał Hoffmann     | [ 118 ] |
| 2016 | „Gdy księżyc rozbłysnął na niebie jak wielka, czerwona pizza” | Legendarny Afrojax                 | Nagrałem to, bo nie miałem kasy  | Michał Hoffmann     | [ 119 ] |
| 2016 | „Lewandowski”                                                 | Kwartyrnik                         | Co się dzieje?!                  | Krzysztof Kudelski  | [ 120 ] |
| 2017 | „Bogato wierszy w Excelu”                                     | Poradnia G                         | Niestety nie da się olać systemu | Maciej Ryczkowski   | [ 121 ] |
| 2017 | „Czegooo?”                                                    | Poradnia G                         | Niestety nie da się olać systemu | Maciej Ryczkowski   | [ 122 ] |
| 2017 | „Przestać istnieć”                                            | Poradnia G                         | Niestety nie da się olać systemu | —                   | [ 123 ] |
| 2018 | „Czarny lakier”                                               | Afrojax                            | Nikt nie słucha tekstów          | Bartosz Andrejuk    | [ 124 ] |
| 2018 | „Tata wstał”                                                  | Afrojax                            | Nikt nie słucha tekstów          | Karolina Szturomska | [ 125 ] |
| 2018 | „Affenlied”                                                   | Legendnarny Afrojax                | Anarcho porno gran turismo       | Michał Hoffmann     | [ 126 ] |
| 2018 | „Bieda bieda bieda”                                           | Legendnarny Afrojax                | Anarcho porno gran turismo       | Jakub Przeszłowski  | [ 127 ] |
| 2018 | „Ostatni normalny człowiek”                                   | Legendnarny Afrojax                | Anarcho porno gran turismo       | Aleksandra Dziarska | [ 128 ] |
| 2019 | „Pamiętajcie o Adolfie”                                       | Legendnarny Afrojax                | Anarcho porno gran turismo       | —                   | [ 129 ] |
| 2019 | „Jeżeli jedziesz do San Francisco”                            | Legendnarny Afrojax                | Anarcho porno gran turismo       | Łukasz Piotrkowicz  | [ 130 ] |
| 2019 | „Do gazu (cz. 1 + 2 + 3)”                                     | Legendnarny Afrojax                | Anarcho porno gran turismo       | Michał Hoffmann     | [ 131 ] |
| 2019 | „Onanhouse”                                                   | Legendnarny Afrojax                | Anarcho porno gran turismo       | Michał Hoffmann     | [ 132 ] |
| 2019 | „Rozmowy kulturalne o seksie i związkach”                     | Legendnarny Afrojax                | Anarcho porno gran turismo       | Michał Hoffmann     | [ 133 ] |
| 2019 | „Słomianie słaby (Dungen cover)”                              | Legendnarny Afrojax                | Anarcho porno gran turismo       | Michał Hoffmann     | [ 134 ] |
| 2020 | „#hot16challenge2”                                            | Legendnarny Afrojax                | —                                | Michał Hoffmann     | [ 135 ] |
| 2021 | „Syzyf HGW”                                                   | Gimnastyka Artystyczna             | Gimnastyka Artystyczna           | Adam Barwiński      | [ 136 ] |
| 2021 | „Howdy” (feat. Legendarny Afrojax)                            | Hiob Dylan                         | Howdy EP                         | Hiob Dylan          | [ 137 ] |
| 2022 | „Ełforja”                                                     | Legendarny Afrojax                 | —                                | Michał Hoffmann     | [ 138 ] |
| 2022 | „Ta piosenka miała być o czymś innym”                         | Gimnastyka Artystyczna             | —                                | Michał Hoffmann     | [ 139 ] |
| 2023 | „Zero”                                                        | Afrojax, EsDwa                     | —                                | Szymon Kubas        | [ 140 ] |
| 2023 | „Klęknąć w kucki”                                             | Kadet Szewczyk, Legendarny Afrojax | NIE RATUJ PAL DZIECI             | Maciej Kondzior     | [ 82 ]  |
| 2025 | „Sztafeta (Piosenka dla Maksa)”                               | Legendarny Afrojax                 | —                                | Michał Hoffmann     | [ 141 ] |
| 2025 | „Bóg boogie”                                                  | Legendarny Afrojax                 | —                                | Michał Hoffmann     | [ 142 ] |